# كعكة بذور الكراوية
كعكة بذور الكراوية (بالإنجليزية: Caraway seed cake)‏ هي كعكة بريطانية تقليدية بنكهة الكراوية أو غيرها من البذور اللذيذة. لقد أستخدمت بذور الكراوية منذ فترة طويلة في المطبخ البريطاني، وفي وقت من اما تم إعداد بسكويت بذور الكراوية للإشارة إلى نهاية زراعة قمح الربيع. تطورت هذه البسكويتات لاحقًا إلى كعكة الشاي ذات النكهة المميزة.

## تاريخ
يذكر جيمس ماتيرر أن وصفات كعكة البذور موجودة في كتاب AW's Book of Cookrye (1591) وكتاب The English Huswife by Gervase Markham (1615) كانت الكعكة مشهورة في القرن الثامن عشر والعصر الفيكتوري. تضمنت وصفات الكعكة في العديد من كتب الطبخ المبكرة، بما في ذلك كتاب هانا جلاس "فن الطبخ البسيط والسهل" (1747) (لاحظ أن هناك وصفات لـ " كعكة البذور الرخيصة «cheap seed-cake» وكعكة البذور الغنية «rich seed-cake» والتي تسمى كعكة الراهبة «nun's cake»)، وكتاب إليزابيث موكسون بعنوان الربة المنزلية الإنجليزية (1764)، وكتاب أميليا سيمونز بعنوان الطبخ الأمريكي (1796)، وكتاب ماري إيتون بعنوان القاموس الكامل والشامل للطهاة ومدبرة المنزل (1822)، وكتاب إيزابيلا بيتون بعنوان إدارة المنزل(1861).
غالبًا ما يكون لـ "كعكة البذور" و"كعكة الكراوية" وصفات مختلفة (انظر، على سبيل المثال، الوصفات رقم 231 "كعكة الكراوية" ورقم 235 "كعكة البذور" في كتاب طبخ إليزابيث موكسون عام 1764، ووصفات "كعكة الكراوية" و"كعكة البذور" في كتاب طبخ ماري إيتون عام (1822). كانت بذور الكراوية من النكهات الشائعة لدرجة أنها تظهر في ما لا يقل عن 14 وصفة لكعكة أو بسكويت، فضلاً عن عناصر أخرى، بما في ذلك تضمينها في الصابون وعلاج "الهستيريا"، وكطعم لفخاخ الفئران في القاموس الكامل والعالمي للطاهي ومدبرة المنزل.

## آخر
كعكة جوسنارغ (Goosnargh cake) هي كعكة أو بسكويت مشابه سُميت على اسم القرية في لانكشاير.

## روابط خارجية
كتاب مجاني: English Housewifery Exemplified على مشروع غوتنبرغ
كتاب مجاني: American Cookery, or the Art of Dressing Viands, Fish, Poultry and Vegetables, and the Best Modes of Making Pastes, Puffs, Pies, Tarts, Puddings, Custards and Preserves and All Kinds of Cakes, from the Imperial Plumb to Plain Cake. Adapted to this Country, and All Grades of Life. على مشروع غوتنبرغ
كتاب مجاني: The Cook and Housekeeper's Complete and Universal Dictionary; Including a System of Modern Cookery, in all Its Various Branches على مشروع غوتنبرغ